# Hérépian
Hérépian ist eine südfranzösische Gemeinde mit 1559 Einwohnern (Stand 1. Januar 2022) im Département Hérault in der Region Okzitanien am Fuße der Cevennes. Zwischen Mittelmeer und Mittelgebirge gelegen, ist Hérépian im Zentrum der Region Okzitanien. Der Ort liegt am Fluss Orb, an der Einmündung seines rechten Nebenflusses Mare. Das Gemeindegebiet gehört zum Regionalen Naturpark Haut-Languedoc.

## Sehenswürdigkeiten
- Das Musée de la Cloche et de la Sonnaille (Glocken- und Geläut-Museum) im ehemaligen Bahnhofgebäude erinnert an die ehemals älteste Glockengießerei Frankreichs, die um 1600 gegründete Fonderie de Cloche Granier in Hérépian, die 2011 geschlossen wurde.[1]

## Partnergemeinde
Deutsche Partnerstadt ist Leutkirch im Allgäu. 

## Demographie
| Jahr      | 1962  | 1968  | 1975  | 1982  | 1990  | 1999  | 2006  | 2017  |
| --------- | ----- | ----- | ----- | ----- | ----- | ----- | ----- | ----- |
| Einwohner | 1.122 | 1.135 | 1.126 | 1.157 | 1.241 | 1.368 | 1.446 | 1.518 |